# Bulbous Nose

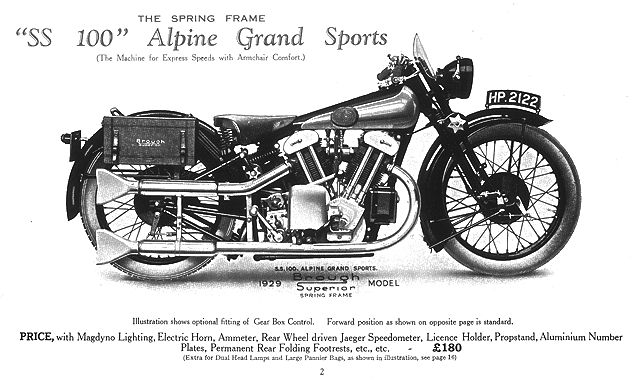
De bulbous nose op de Brough Superior SS 100 Alpine Grand Sports

De Bulbous Nose (peervormige neus) was een typisch gevormde tank die van 1919 tot 1940 op de Brough Superior motorfietsen werd gemonteerd. 
De tank was aan de voorzijde breder dan achter waardoor de Brough Superiors een voor die tijd zeer vooruitstrevende stroomlijn hadden.